# Thierry Aartsen

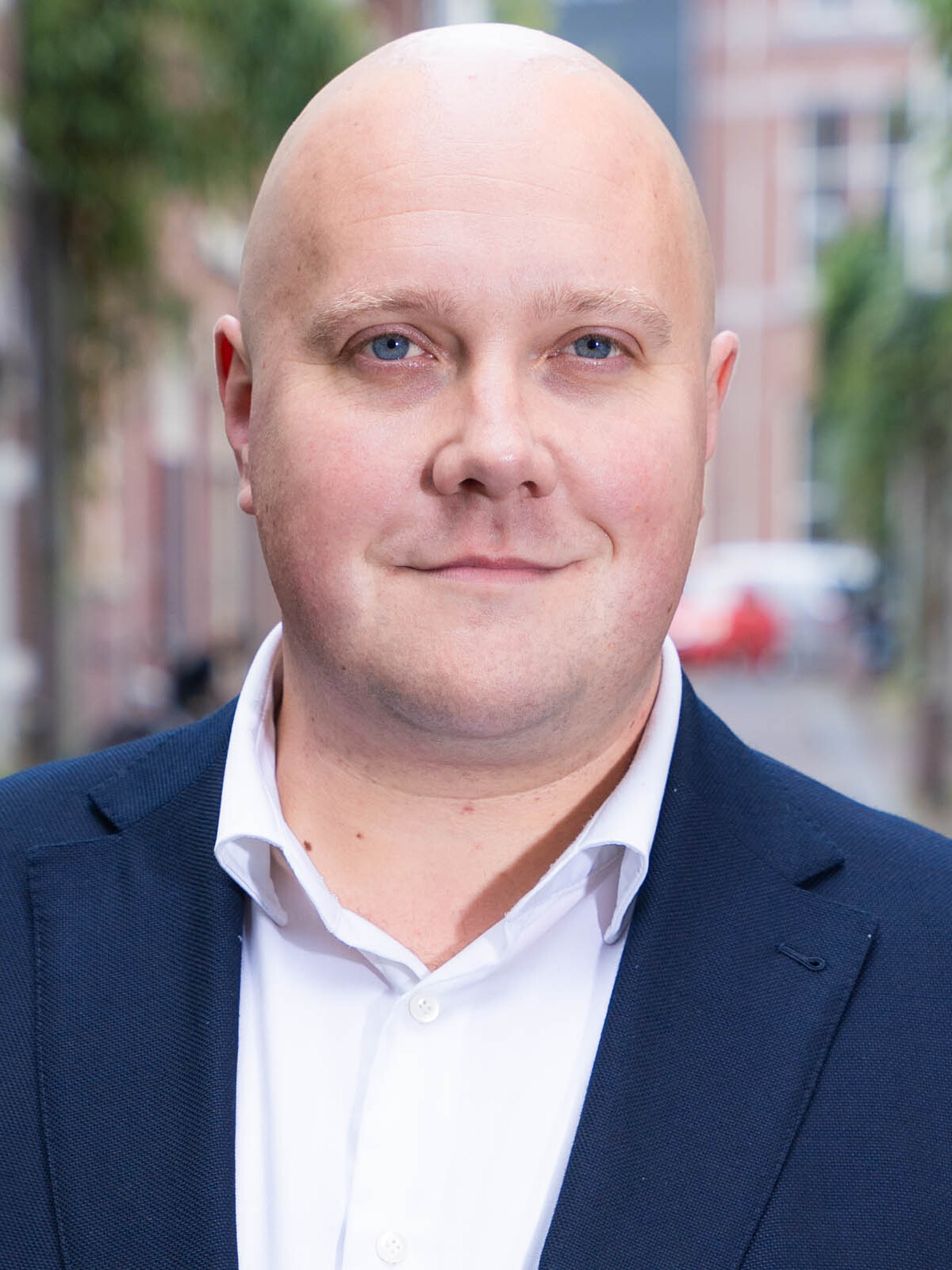
Thierry Aartsen (2018)

Alfons Adrianus Aartsen (nascido em 19 de dezembro de 1989), conhecido como Thierry Aartsen, é um político holandês que atua como membro da Câmara dos Representantes desde setembro de 2018. Foi vereador do município de Breda entre 2010 e 2018. Aartsen é membro do Partido Popular para a Liberdade e Democracia (VVD).

## Biografia
Aartsen completou o seu HAVO na Newmancollege em Breda. Posteriormente, estudou Estudos Europeus na Universidade de Ciências Aplicadas de Haia, onde obteve o diploma de bacharel.
Aartsen ingressou no Partido Popular para a Liberdade e Democracia (VVD) em 2007. Em 2010, Aartsen foi eleito membro do conselho municipal de Breda. Foi reeleito duas vezes, em 2014 e 2018. Ele atuou como presidente do VVD no conselho de 2015 a 2018. Aartsen também trabalhou como gerente de contas na FME-CWM de 2013 a 2018.
Para a eleição geral de 2017, Aartsen ficou em 46º lugar na lista de candidatos do VVD, o que não era uma posição alta o suficiente para ser eleito. Em setembro de 2018, o VVD anunciou que havia escolhido Aaartsen para suceder a Jeanine Hennis-Plasschaert. Em 13 de setembro, ele prestou juramento como membro da Câmara dos Representantes. Quando assumiu o cargo, ele recebeu críticas por uma série de tweets que postou alguns anos antes. Ele pediu desculpas pelos tweets.